# Пилип Топол
Пилип Топол (чеськ. Filip Topol; 12 червня 1965, Прага — 19 червня 2013, Прага) — чеський співак, піаніст, композитор і письменник, ведуча постать легендарного чеського гурту «Psí vojáci».

## Біографія
Народився в Празі в сім'ї письменників. Батько Йозеф Топол, дідусь Карел Шульц і старший брат Яхим Топол — письменники.

## Творчість

### Дискографія
- «Sakramiláčku» (Indies Records, 1995)
- «Střepy» (Indies Records, 1999)
- «Filip Topol & Agon Orchestra» (Indies Records, листопад 2001)

### Фільмографія
- «Žiletky» (1994)
- «Praha mizerná» (2000)
- «Chvála bláznivosti» (2001)
- «A.B.C.D.T.O.P.O.L.» (2002)